# Veit Neumann
Veit Neumann (* 1969 in Gunzenhausen) ist ein deutscher katholischer Theologe, Autor und Publizist sowie Hochschullehrer.

## Leben
Ab 1990 studierte Veit Neumann in Münster, Bogotá und Eichstätt, wo er 1995 das Diplom der Katholischen Theologie, 1998 das Diplom der Pädagogik und 1999 das Diplom der Journalistik ablegte. Während des Studiums wurde er Mitglied der KDStV Alcimonia Eichstätt. Später wurde er noch Mitglied der KDStV Aenania München. Nach der Promotion 2005 an der Katholisch-Theologischen Fakultät der LMU München war er von 2007 bis 2012 wissenschaftlicher Mitarbeiter am Lehrstuhl für Pastoraltheologie an der Katholisch-Theologischen Fakultät in München. 2009 erfolgte die Aufnahme in den Orden der Ritter vom Heiligen Grab zu Jerusalem.
Seit 2010 ist er Dozent für Pastoraltheologie am Bischöflichen Studium Rudolphinum Regensburg. Von 2012 bis 2013 unterrichtete er als Lehrbeauftragter für Pastoraltheologie (Fundamentalpastoral) an der PTH St. Pölten. Im Sommersemester 2013 war er Lehrbeauftragter für Homiletik an der Katholisch-Theologischen Fakultät der Ludwig-Maximilians-Universität München. Seit 2013 lehrt er als ordentlicher Professor für Pastoraltheologie an der Philosophisch-Theologischen Hochschule St. Pölten. Zudem ist er Gastprofessor für Pastoraltheologie an der Hochschule Heiligenkreuz und Leiter des Lizentiatsprogramms "Spiritualität und Evangelisation – Pastoraltheologie". 2014 war er Dozent für Pastoraltheologie in der theologischen Hauslehranstalt der Trappistenabtei Mariawald in der Eifel. 2020 habilitierte sich Neumann an der Katholisch-Theologischen Fakultät der Universität Graz. Im Wintersemester 2021/22 hatte Neumann die Lehrstuhlvertretung für Pastoraltheologie an der Katholisch-Theologischen Fakultät der Ludwig-Maximilians-Universität München inne.
2010 wurde er Schriftleiter der Academia, der Verbandszeitschrift des Cartellverbands der katholischen deutschen Studentenverbindungen. Seit 2015 ist Neumann der Herausgeber der Schriften des Alfons-Fleischmann-Vereins, seit 2020 Vorsitzender des Alfons-Fleischmann-Vereins zur kulturellen und wissenschaftlichen Förderung der Universität Eichstätt-Ingolstadt (AFV). Er wirkt als Geschäftsführer der Wissenschaftlichen Kommission des AFV.
Von 2021 bis 2023 war er Sekretar der Geisteswissenschaftlichen Klasse der Sudetendeutschen Akademie der Wissenschaften und Künste, deren ordentliches Mitglied er seit 2018 ist.
Seit 2024 ist er Redaktionsleiter der Katholischen Sonntagszeitung Regensburg.

## (Auswahl)

### Als Verfasser
- Die Theologie des Renouveau catholique. Glaubensreflexion französischer Schriftsteller in der Moderne am Beispiel von Georges Bernanos und François Mauriac (= Regensburger Studien zur Theologie. Band 65). Lang, Frankfurt am Main u. a. 2007, ISBN 3-631-55387-0 (zugleich Dissertation, München 2005).
- Die Kreuzestreue des Priesters. Dr. Veit Neumann im Gespräch mit Erzbischof Dr. Karl Braun, Erzbischof em. von Bamberg. Anlässlich seiner Weihe zum Bischof vor 25 Jahren am 16. Juni 1984. fe-Medienverlag, Kißlegg 2009, ISBN 978-3-939684-49-7.
- Ludwig Mödl – Glaube im Leben. Zum 75. Geburtstag. Gespräche mit Veit Neumann. Echter Verlag, Würzburg 2013, ISBN 978-3-429-03603-4.
- Klaus Berger. Theologie als Abenteuer. Gespräche mit Veit Neumann. Mit einem Vorwort von Wolfgang H. Spindler. Echter Verlag, Würzburg 2014, ISBN 978-3-429-03732-1.
- mit Friedrich Albrecht, Peter C. Hartmann und Heinrich Kreuzer: Zehn Jahre Pelkhovenpreis verliehen durch den Linhardtverein und die Katholische Studentenverbindung Aenania. KDStV Aenania, München 2015, ISBN 978-3-922485-28-5.
- Theologie im Journalismus. Studien zu einem neuen theologischen Ort, Regensburg 2021. ISBN 978-3-7917-3309-8.
- Öffentliche theologische Rede, Würzburg 2021, ISBN 978-3-429-05186-0.

### Als Herausgeber
- mit Andreas Wollbold: Diener Gottes und Bruder der Menschen. Ludwig Mödl zum 70. Geburtstag. Pustet, Regensburg 2009, ISBN 978-3-7917-2150-7.
- Sprich nur ein Wort... Katholizismus und Literatur. Echter, Würzburg 2010, ISBN 978-3-429-03250-0.
- mit Ansgar Wucherpfennig: Dantes Göttliche Komödie und die Spiritualität (= Spirituelle Theologie. Band 3). Echter Verlag, Würzburg 2012, ISBN 978-3-429-04653-8.
- Woher? Wohin? Chancen der Katholischen Universität Eichstätt-Ingolstadt. Beiträge zum Symposium des Alfons-Fleischmann-Vereins 2012 (= Schriften des Alfons-Fleischmann-Vereins zur Katholischen Universität. Band 1). Echter Verlag, Würzburg 2012, ISBN 978-3-429-03575-4.
- 125 Jahre ACADEMIA. 1888–2013. Echter Verlag, Würzburg 2013, ISBN 978-3-429-03622-5.
- Unruhig ist unser Herz. Was junge Theologen über ihr Studium denken. Echter Verlag, Würzburg 2013, ISBN 978-3-429-03647-8.
- mit Josef Kreiml: Konzil und Medien. Über den Glauben reden in einer veränderten Welt (= Schriften der Philosophisch-Theologischen Hochschule St. Pölten. Band 5). Pustet, Regensburg 2013, ISBN 3-7917-2540-8.
- mit Stephan Ley: Auftrag und Image. Wo steht die Katholische Universität Eichstätt-Ingolstadt in der Öffentlichkeit? Beiträge zum Symposium des Alfons-Fleischmann-Vereins 2013 (= Schriften des Alfons-Fleischmann-Vereins zur Katholischen Universität. Band 2). Echter Verlag, Würzburg 2012, ISBN 978-3-429-03695-9.
- mit Josef Kreiml: Glauben und Wissen. Gespräche über den Kernauftrag der Katholischen Universität Eichstätt-Ingolstadt. Beiträge zum Symposium des Alfons-Fleischmann-Vereins 2014 (= Schriften des Alfons-Fleischmann-Vereins zur Katholischen Universität. Band 3). Echter Verlag, Würzburg 2015, ISBN 978-3-429-03814-4.
- mit Josef Kreiml: Georges Bernanos und der Renouveau catholique. Das „Tagebuch eines Landpfarrers“ als herausragender Priesterroman (= Schriften der Philosophisch-Theologischen Hochschule St. Pölten. Band 12). Verlag Friedrich Pustet, Regensburg 2016, ISBN 3-7917-2835-0.
- mit Josef Kreiml: Wenn Philosophie zusammenführt. Gespräche über Glaube und Vernunft in Regensburg. Echter, Würzburg 2016, ISBN 978-3-429-03694-2.
- mit Josef Kreiml: 100 Jahre Patrona Bavariae. Marienverehrung in Bayern (= Regensburger Marianische Beiträge. Band 1). Verlag Friedrich Pustet, Regensburg 2017, ISBN 3-7917-2892-X.
- Heilige. Hagiographie als Theologie. Echter-Verlag, Würzburg 2020, ISBN 978-3-429-05433-5.
- mit Brigitta Kreuzer-Seiler: Auf die Gesellschaft einwirken. Festschrift für Richard Weiskorn. Echter, Würzburg 2022, ISBN 978-3-429-05811-1.
- mit Veronika Lütkenhaus: Philosophie an den Kreuzungen des Daseins. Festschrift zum 80. Geburtstag von Reto Luzius Fetz. Echter, Würzburg 2022, ISBN 978-3-429-05802-9.
- mit Ottmar Fuchs: Lesen und Leben. Hommage an einen Lektor. Echter, Würzburg 2022, ISBN 978-3-429-05821-0.

### Als Übersetzer
- Georges Bernanos: Tagebuch eines Landpfarrers. Roman (= Schriften der Philosophisch-Theologischen Hochschule St. Pölten. Band 10). Verlag Friedrich Pustet, Regensburg 2015, ISBN 3-7917-2722-2.